# Dipsastraea rotumana
Espèce
Dipsastraea rotumana est une espèce de coraux appartenant à la famille des Merulinidae.